# Nathalis iole
Espèce
Nathalis iole est une espèce de lépidoptères (papillons) de la famille des Pieridae, de la sous-famille des Coliadinae et du genre Nathalis.

## Dénomination
Nathalis iole a été nommé par Jean-Baptiste Alphonse Dechauffour de Boisduval en 1836.

### Noms vernaculaires
Nathalis iole se nomme Dwarf Yellow ou Dainty Sulphur en anglais.

## Description
Nathalis iole est un petit papillon (son envergure varie de 22 à 30 mm) au dessus de couleur jaune à l'apex des antérieures largement bordé de marron à noir. Le revers est jaune plus terne.

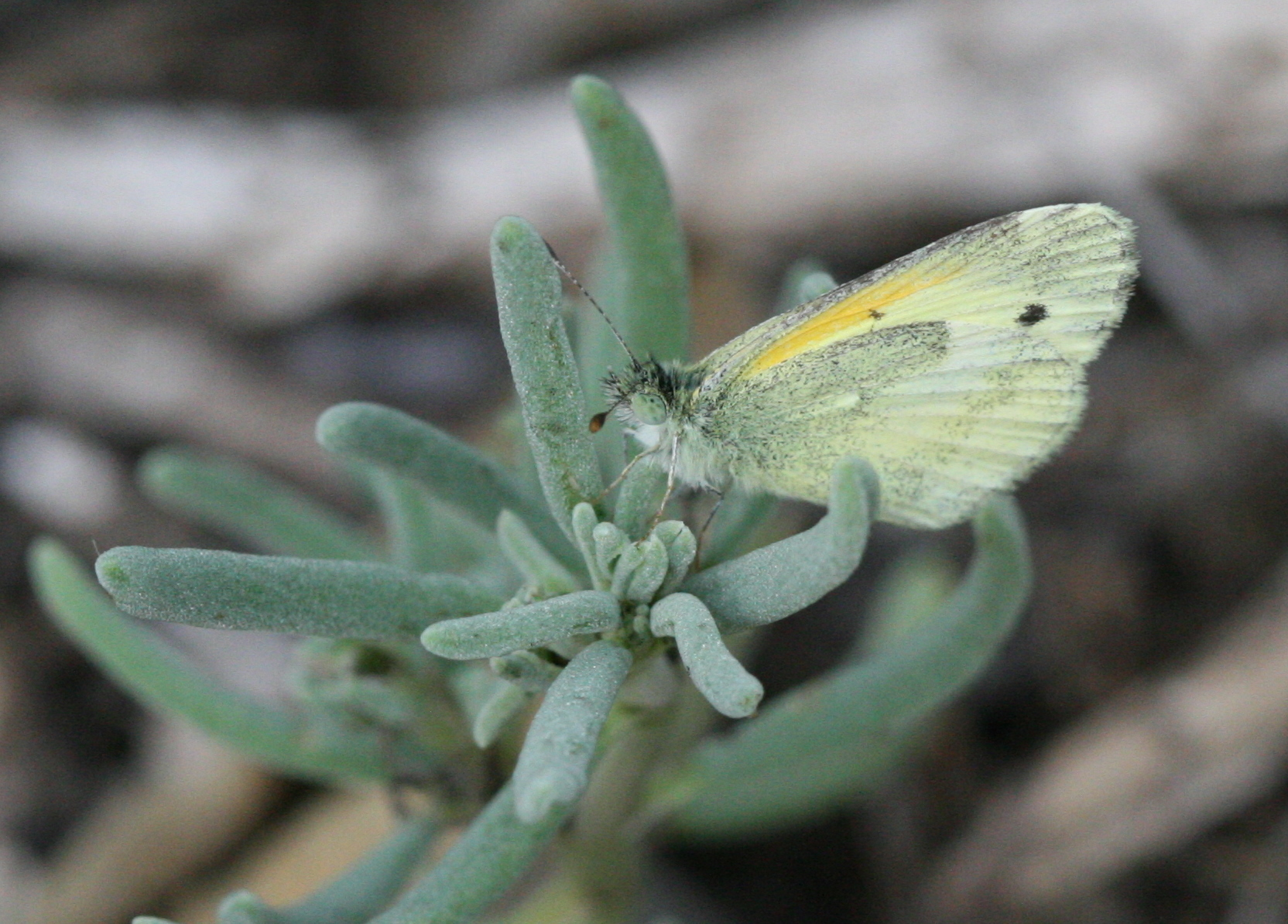
revers

### Chenille
La chenille, vert foncé, est ornementée d'une bande dorsale violette et d'une bande jaune ou blanchâtre sur chaque flanc.

## Biologie
C'est un migrateur depuis le sud de l'Amérique du Nord vers le nord qui atteint exceptionnellement le Canada.

### Période de vol et hivernation
Il vole toute l'année en Floride et dans le sud du Texas.

### Plantes hôtes
Les plantes hôtes de la chenille sont Bidens pilosa, Stellaria media, Helenium autumnale et des Tagetes.

## Écologie et distribution

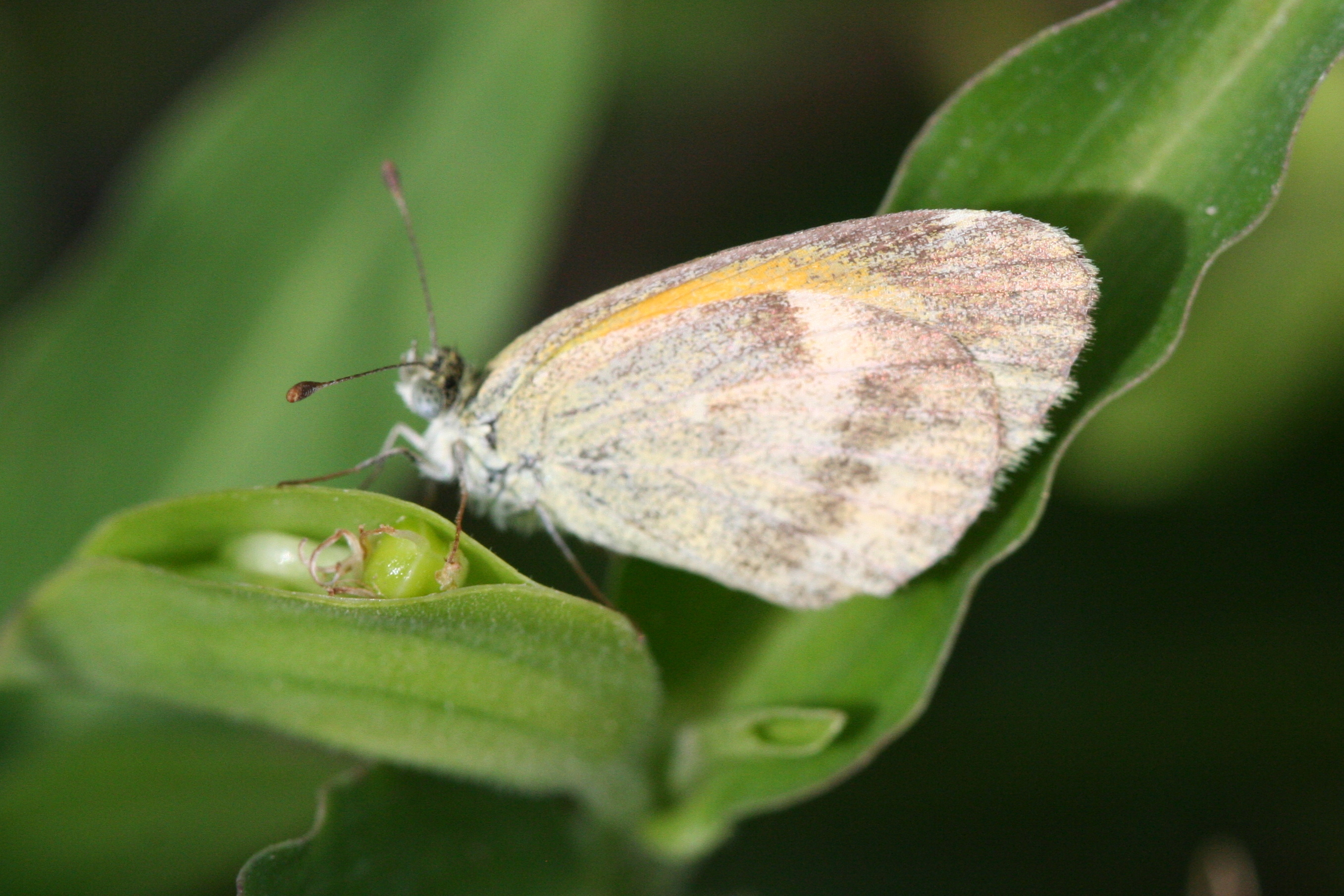
Dainty sulphur (Nathalis iole).

Ce papillon est résident dans le sud de l'Amérique du Nord, au Guatemala, Honduras, Mexique, à Cuba, à la Jamaïque et aux USA en Floride et dans le sud du Texas.
Il est un migrateur vers le nord sur tout le territoire des USA et atteint chaque année l'Idaho, le Wyoming et le Minnesota mais rarement le Canada,.

### Biotope
Il occupe tous types de lieux ouverts.

### Protection
Pas de statut de protection particulier.